# دراسات التركيب

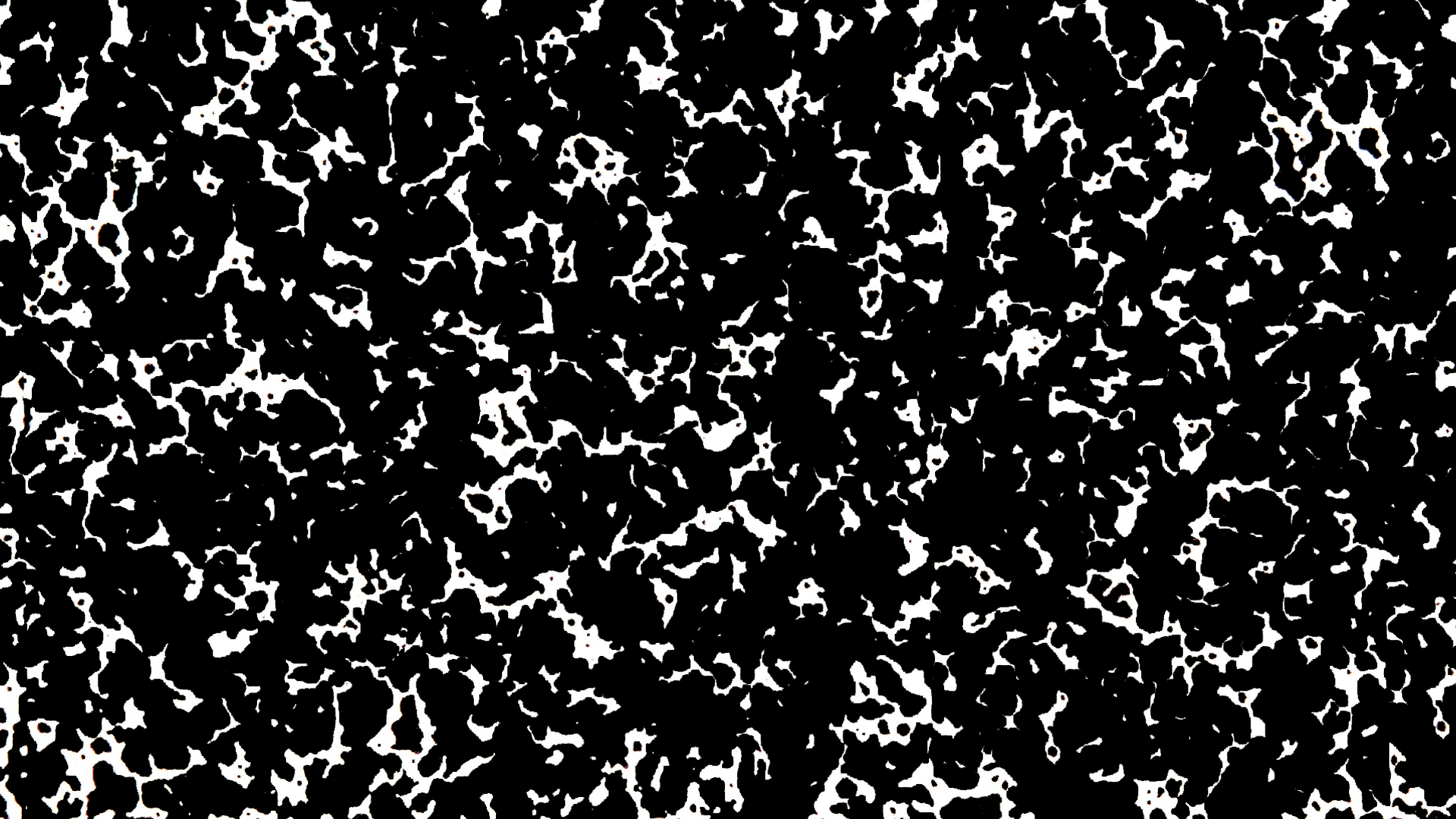

دراسات التكوين (يشار إليها أيضًا باسم التكوين والخطابة، والبلاغة والتركيب، ودراسات الكتابة، أو ببساطة التكوين) هي المجال المهني للكتابة والبحث والتعليم، مع التركيز بشكل خاص على الكتابة على مستوى الكلية في الولايات المتحدة. والمنظمة الوطنية الرئيسية لهذا المجال هي مؤتمر تكوين الكلية والاتصال.
يأخذ الطلاب الجامعيين في معظم الكليات والجامعيات الكندية والأمريكية، مقررات دراسية في المرحلة الجامعية أو على مستوى اعلى.أكثر من 70 جامعة أمريكية تقدم دراسة الدكتوراه في الخطابة والتكوين، لدعم الإدارة الفعالة لهذه الدورات، وتطوير البحوث الأساسية والتطبيقية على اكتساب مهارات الكتابة، وفهم تاريخ استخدامات وتحويل نظم الكتابة وتقنيات الكتابة (من بين العديد من المناطق الفرعية الأخرى للبحوث). وتشمل هذه البرامج عادة دراسة نظرية التكوين التربوية، ومنهجيات البحث في الخطابة والتكوين، وتاريخ البلاغة. العديد من علماء التكوين لا يدرسون فقط نظرية وممارسة تعليم الكتابة بعد الثانوية، ولكن أيضا تأثير مختلف اصطلاحات الكتابة والأنواع على عمليات تأليف الكتاب. كما ينشر علماء التأليف في مجالات تدريس اللغة الإنجليزية كلغة ثانية أو أجنبية (TESOL) أو الكتابة باللغة الثانية، ومراكز الكتابة، ومحو الأمية الجديدة.

## الكتابة الأساسية
يجادل العديد من المؤرخين من دراسات التكوين بأن مسألة من بالضبط ينبغي تعريف بأنه «الكاتب الأساسي» وما يعتبر «الكتابة الأساسية» معقدة. وقد تم الاعتراض على تعريف «الأساسية» عندما صيغت حول قضايا الكفاءة في الكتابة في «اللغة الإنجليزية القياسية»، على نحو متزايد التركيبة السكانية الكلية العرقية / العرقية، والتي نتجت عن ولايات إزالة الفصل العنصري بعد الثانوي. على سبيل المثال، تمّت نسب مصطلح «الكتابة الأساسية» إلى برنامج SEEK الذي بدأته مينا ب. شوينيسي في جامعة مدينة نيويورك، والذي صممته لمساعدة طلاب الجامعات القادمين من القبول المفتوح الذين لم يتمكنوا تاريخياً من الالتحاق بالجامعة. بما يتفق مع النظريات التعليمية الحالية، ركزت العديد من هذه الدورات على ما كان يعتقد في ذلك الوقت أنها مفاهيم أساسية للغة الإنجليزية الرسمية، مثل التهجئة والاستخدام والتنظيم، على الرغم من أن هذا المجال قد تقدم هذه الدورات تتماشى بشكل متزايد مع المناهج الموجودة في التركيب العام العام للسنة الأولى. وقد تنوعت دورات الكتابة الأساسية إلى حد كبير منذ بداياتها في دورات الكلية «قبل» غير المقيدة على الائتمان، بما في ذلك التمدد والاستوديو والعروض المتسارعة، على الرغم من أنها لا تزال مفهومة عادة على أنها السلائف أو المكملات الأساسية لتكوين السنة الأولى.

## تكوين السنة الأولى
معظم الجامعات الأمريكية لديها دورة تكوينية مطلوبة في السنة الأولى، ويشار إليها أيضًا باسم FYC. وعلى الرغم من أن كلا النوعين من الدورات عادة ما يكونا في أقسام اللغة الإنجليزية، إلا أن هذه الدورات ليست هي نفسها التي تركز على التحليل الأدبي والتفسير الأدبي. في حين أن بعض الكليات والجامعات لا تدرج الأدب والعلوم الإنسانية الأخرى في دورات تكوينها، فإنه في كثير من الأحيان هو الحال أن تكوين الدورات يقدم التعليم المكثف في كتابة غير خيالية، والنصوص التفسيرية باستخدام اصطلاحات الخطاب الأكاديمي. وتختلف مناهج الكتابة اختلافا كبيرا من مؤسسة إلى أخرى، ولكن قد تؤكد على العديد من مراحل عمليات الكتابة المختلفة (الاختراع أو العصف الذهني، الصياغة، المراجعة، التحرير، التدقيق اللغوي)، أشكال الكتابة المختلفة (السرد، المعرض، الوصف، الحجة، المقارنة والتباين)، أجزاء مختلفة من المنتج المكتوب (مقدمات، استنتاجات، بيانات أطروحة، عرض وتوثيق أشكال الأدلة، إدراج الاقتباسات، إلخ)، إلى جانب طرائق مختلفة للتأليف لتوسيع مفهوم «الكتابة». تقوم مناهج التدريس أو المناهج لتعليم الكتابة على مجموعة من التقاليد والفلسفات المختلفة.

## تكوين متقدم
تتطلب معظم الجامعات المزيد من التعليم الكتابي وتوفر دورات دراسية توسع المهارات التي تم تطويرها في تكوين السنة الأولى. وقد يؤكد المستوى الثاني أو التكوين المتقدم اشكال الجدل والإقناع، وسائل الاعلام الرقمية، البحوث واشكال الوثائق المصدرو / أو أنواع الكتابة عبر مجموعة من التخصصات والأنواع (انظر الكتابة عبر المنهج أدناه). على سبيل المثال، فإن المهارات المطلوبة لكتابة رسائل الأعمال أو التقارير السنوية تختلف اختلافا كبيرا عن تلك المطلوبة لكتابة البحوث التاريخية أو العلمية أو مذكرات شخصية.

## الدراسات العليا
تتوفر برامج الدكتوراة في دراسات التكوين في 94 جامعة وتتوفر برامج الماجستير في أكثر من 170 جامعة. عادة ما يتم إيواء هذه البرامج ضمن برامج الدراسات الإنجليزية أو التعليم. ومع ذلك، هناك في الآونة الأخيرة عددا متزايدا من الإدارات المخصصة خصيصا لهذا المجال من الدراسة (مثل دراسات التكوين، والكتابة والبلاغة، والتركيب واللغويات، الخ).

## الكتابة بلغة ثانية
الكتابة بلغة ثانية هي ممارسة تدريس تركيب اللغة الإنجليزية لغير الناطقين بها وكتاب اللغة الإنجليزية. لا يحظى تدريس الكتابة لطلاب ESL بالاهتمام لأن حتى في فصول ESL المعلمين التركيز على التحدث والاستماع والقراءة، وليس فقط الكتابة. بول كي ماتسودا في مقاله «وضع الكتابة ESL في سياق متعدد التخصصات» يؤكد على أهمية تدريس الكتابة على وجه التحديد مع فهم احتياجات الطلاب ESL لمساعدتهم على تحسين كتاباتهم. وقد تقدم تدريس الكتابة من خلال العديد من المناهج خلال تاريخ التعليم في الولايات المتحدة. قد يحتاج معلمو ESL إلى استكشاف الأساليب الشائعة التي هي النظريات المعرفية والاجتماعية والتعبيرية لإنشاء نهج يلبي احتياجات كتاب ESL ويساعدهم على التغلب على الصعوبات التي يواجهونها.
أول هذه الأساليب هو النظرة المعرفية التي التي تقول إن الكتابة تتقدم من مرحلة إلى أخرى في سلسلة من الخطوات الفردية. وهذا يعني «جيد» الكتابة هي عملية المخطط لها، والتي تشمل التخطيط والترجمة والاستعراض. «فهم تأليف» من قبل سوندرا بيرل يشرح بالتفصيل هذا النهج. وتقترح أن يكون تكوين الكتابة عملية متكررة. أخذت هذه الفكرة من ملاحظتها للكتاب مختلفة. وهي تعتقد أن الكتاب العودة إلى «الوراء» أجزاء من العملية من أجل التحرك «إلى الأمام» مع التكوين العام. قد يجد معلمو ESL هذا النهج مفيدًا في البداية في تدريس طلاب ESL المبتدئين لأن الطلاب في هذا المستوى ليس لديهم كميات كبيرة من المفردات والنحو أو معرفة أسلوب المقالات الذي هو أساس كتابة اللغة الإنجليزية. وتشير البوعينينة هيفاء في مقالها «أخطاء الكتابة الطلابية في اللغة الإنجليزية كلغة أجنبية»، إلى أنه عندما سألت باحثة طلاب اللغة الإنجليزية كلغة ثانية عن طريق استخدام استطلاع ما كانوا يرغبون في تعلمه أو تعلمه بشكل أفضل في فصولهم الكتابية، وجدوا أن أكبر النسب المئوية تعبر عن احتياجات محددة في المفردات والنحو. العديد من أنواع قواعد اللغة تجعل طلاب ESL مشوشين، خاصة لأن هناك العديد من الاستثناءات. لأن أساليب الكتابة تختلف في لغات مختلفة، يحتاج طلاب ESL إلى وقت لإتقانها. لذلك، يجب أن يجد معلمو ESL طريقة فعالة لتعليم الطلاب ESL المفردات والنحو والأسلوب لأن كتابة اللغة الإنجليزية تتطلب منهم. ويمكن للمقاربة المعرفية أن تلبي هذه الاحتياجات لأنها تؤكد على خطوات الكتابة وتنظيمها وعملية الكتابة.
من الأساليب الأخرى، النظرة الاجتماعية التي تظهر أهمية تدريس الكتابة من خلال جعل الطلاب يتعلمون لغات الخطاب المختلفة. هذا ما يؤكد عليه ديفيد بارثولوماي في مقاله «اختراع الجامعة». يستخدم «اختراع الجامعة» كعبارة تصف عملية الكتابة التي سوف يتعرض لها الطالب عند كتابة المعلمين يطلب منهم الكتابة عن موضوع يتعلق بمجتمع الخطاب وهو جديد بالنسبة لهم. يمكن اعتبار مجتمع الخطاب أعضاء في تخصص أكاديمي أو جمهور مختار. عندما أصبح طلاب ESL جيدة في قواعد اللغة والأسلوب، يواجهون مشكلة كبيرة عندما يدخلون المجال الأكاديمي الذي يختارونه. يوضح بارثولومي في هذه المقالة أن كل مجتمع أكاديمي لديه لغة أو مفردات معينة. المشكلة هي أن أي مجال أكاديمي له لغته الخاصة، حتى المصطلحات، التي تختلف من واحد إلى آخر. هذه المشكلة لا تواجهها فقط طلاب ESL، ولكن جميع الطلاب الأميركيين سوف النضال مع هذا عندما تبدأ السنة الأولى من حياتهم الأكاديمية. يمكن استخدام المنهج الاجتماعي من قبل مدرسي ESL كخطوة ثانية ولكن يجب عليهم التأكد من أن طلابهم يتقنون أساسيات الكتابة باللغة الإنجليزية مثل القواعد والأسلوب.
علاوة على ذلك، فإن الرأي التعبيري الممثل في مقال دونالد موراي «تعليم الكتابة كعملية لا المنتج»، يسمح لخلق أكثر براعة وحركة أكثر حرية. يقترح ثلاثة عناصر للكتابة «جيد» وهي النزاهة والأصالة والعفوية. ومع ذلك، من الصعب تقييمها في ورقة. ولذلك، لا يمكن الاعتماد على هذه المعايير للحكم على الكتابة. بالإضافة إلى ذلك، هذه العناصر ليست هي العناصر الهامة التي تساعد على تقييم «جيد» الكتابة. قد يستخدم معلمو ESL هذا النهج ولكن لا يمكن استخدامه إلا لطلاب ESL المتقدمين للغاية. من الصعب أن تطلب من طلاب ESL الكتابة بحرية إذا كانوا يمتلكون مفردات أو قواعد محدودة. انهم بحاجة إلى أمثلة لمساعدتهم على العثور عليها في النهج المعرفي.
قد يستخدم المعلمون ESL هذه الطرق الشائعة في تعليم الكتابة، لكنهم يحتاجون أولاً إلى فهم الصعوبات التي يواجهها طالبهم. تعلم الكتابة هي واحدة من الصعوبات الأساسية التي يجدها طلاب التعليم التعليمي في دراسة اللغة الإنجليزية، خاصة وأن الكتابة مهمة في المجتمع الأكاديمي. قد يحتاج بعض طلاب ESL إلى القفز من كونه طالبًا لا يتحدث الإنجليزية إلى الطالب الذي يستخدم اللغة الأكاديمية في وقت قصير مما قد يضع عبءًا كبيرًا على أكتافهم. وبالتالي، فإن تدريس الكتابة لطلاب ESL يختلف عن تدريس الناطقين باللغة الأم. يحتاج معلمو ESL إلى اختيار طريقة فعالة لتلبية احتياجات طلاب ESL. سيكون من المفيد إذا نظر معلمو ESL إلى هذه الطرق المختلفة لتعليم الكتابة لمعرفة أي منها يعالج صعوبات طلاب التعليم الإلكتروني في أفضل طريقة أو إذا كان مزيج من هذه النظريات قد يكون أفضل.

### طرق التدريس متعددة الثقافات

#### الأساس في دراسات التركيب
في حين أن التربويين متعددي الثقافات لا ترتبط على وجه التحديد بتربية الكتابة باللغة الثانية، إلا أن التركيبيين غالباً ما تدارسوا كيف يمكن للمعرفة الثقافية للطلاب واستخدام التعابير واللهجات و/ أو اللغات الأخرى غير الإنجليزية المحررة الأمريكية (AEA) تعزيز تدريسهم في تكوين اللغة الإنجليزية. على سبيل المثال، ماكسين هيرستون «التنوع، والأيديولوجية، والكتابة التعليمية» تدعو للكتابة التعبيرية للطلاب لتكون مركزية في دورة تكوين، ويعتقد الطلاب «بحاجة إلى الكتابة لمعرفة كم يعرفون واكتساب الثقة في القدرة على التعبير عن أنفسهم بشكل فعال» (186). كما يعتقد هيرستون أن المعلمين يمكنهم تصميم مهام الكتابة لتشجيع «الوعي عبر الثقافات» (191). بالإضافة إلى ذلك، يصف نهج بيث دانييل في «روايات محو الأمية: ربط تكوين الكلية بالثقافة» كيف أن الدراسات في «الروايات الصغيرة [التي] تدرس جميعها تقريباً محو الأمية في بيئات محلية معينة» التي يدافع عنها العلماء الذين ينادرًا ما يدلون ببيانات نظرية تدعي أنها صالحة للثقافات المتعلمة بشكل عام أو الثقافات المتعلمة بشكل عام، والتي من شأنها أن تسمح للطلاب بالمشاركة في النقد الثقافي (403). ووصف مقال آرون شوتز وآن روجلز غير للكلية الإنجليزية، «تعلم الخدمة ودراسات اللغة الإنجليزية»، كيف أن دورة شوتز، في حين كانت تركز بشكل رئيسي في تعلم الخدمة والنشاط المحلي، أشركت الطلاب في البحث التعاوني والكتابة المحيطة بالقضايا على مستوى الحرم الجامعي، مثل مثال للتمييز العنصري الذي حدث في اتحاد الطلاب المحلي. وقد سمح ذلك للطلاب بالمشاركة في الوعي الثقافي وكذلك النقد الثقافي (129-39).
كما أن، في تمكين التعليم، يحدد إيرا شور التربية التي المعلم يسهل مناقشة المواضيع توليدية التي تنتجها الطلاب، وذلك باستخدام مثال له دورة الكتابة الأساسية مع طلاب الطبقة العاملة في "كلية منخفضة الميزانية في مدينة نيويورك" قبل عدة عقود. إن منهج الفريرين لتعليم القراءة والكتابة التي يستعرضها شور في تمكين التعليم يوضح كيف أن الكلمات المولدة قد تجلت في البحث عن القضايا المحلية واللغة في مجتمعات الطلاب. من العديد من البنود اللغوية والاجتماعية... اختار اختصاصيو التوعية بعض الاهتمامات الرئيسية - الموضوعات التوليدية التي تم التعبير عنها من خلال الكلمات المولدة"(55). وفي هذا الإطار، يقوم المعلمون والطلاب ببحوث هذه البنود بشكل تعاوني، وبمجرد أن يقدم الطلاب أبحاثهم حول المشاكل في مجتمعهم، قد يبدأون في تقرير كيفية تحليل هياكل السلطة أو المواقف الخطابية التي تساهم في هذه القضايا وتفاقمها. بالنسبة للفصل الدراسي في شور، "المواضيع المولدة [التي] الناشئة[ed]... من ثقافة الطلاب في معظم الأحيان تتعلق بالجنس والإجهاض والمخدرات والأسرة والتعليم والمهن والعمل والأزمة الاقتصادية " (56). يعتقد شور أنه من المهم السماح للطلاب ببناء أساس للمشكلات التي تشكل معرفتهم وخبراتهم السابقة لجعلها متعددة الثقافات.
كما يستعرض شور مشروع باولو فرير لمحو الأمية في البرازيل كما هو موضح في لغة تربوية الفرير للمضطهدين، والتي تفرض فكرة أن جميع الناس هم من المبدعين للثقافة من خلال المرئيات، والمناقشة الشفوية، وإنشاء قوائم الكلمات التي هي الأساس الذي يبدأ الناس في استخدام اللغة للتعبير عن كيفية عمل الثقافة السائدة، وكيف تعمل ثقافتهم المنزلية، وكيف تؤثر هذه الإجراءات النظامية على أنفسهم وعلى العالم. وبهذه الطريقة، يعتقد كل من فرير وشور أن التعليم الذي يشكل مشكلة يمكن أن يقع في ممارسات متعددة الثقافات فضلا عن ممارسات محو الأمية الهامة. يصر شور على أن الموضوع هو الأفضل أن يتم تقديمه كالمشاكل المتعلقة بتجربة الطالب، في اللغة المألوفة لديهم".

#### استقبال نقدي
بشكل عام، يبدو أن مناقشة العلماء السابقة للتعددية الثقافية في الفصول الدراسية هي ميزة «التفاعلات بين الثقافات» وتقدير لغات الطلاب المنزلية وكذلك أيديولوجياتهم الثقافية. ومع ذلك، في محو الأمية السياسية دونالد لازير في التكوين والبلاغة، لازير ينتقد هيرستون، دانييل، شوتز، جير، وغيرهم من العلماء لنهجهم بسبب تركيزهم الفريد على المحليات بدلا من أكثر «العالمية» والنهج النقدية لدراسة الثقافة في الفصول الدراسية التكوين (152-153). بالإضافة إلى ذلك، انتقد لازير ميل العلماء إلى التقليل من قوة اللغة الإنجليزية الأمريكية المحررة (EAE) وتحريف قوة القانون الإقليمي للطلاب (116). في حين أن لازير يدعم نهج شور في التربية النقدية المتعددة الثقافات، إلا أنه يعترف بمستوى من الانزعاج من تطبيقه في فصله الدراسي خاصة فيما يتعلق بمدى المسؤولية والأوراق المالية التي يضعها شور في الطلاب (39).

#### النهج الحالية
وقد دفع نقد لازير للمنح الدراسية السابقة المتعلقة بالتعددية الثقافية التربوية، في محو الأمية السياسية في التكوين والخطابة وأماكن أخرى، نظريات التكوين الحالية، سواء في الكتابة باللغة الثانية أو في مجال التكوين بشكل عام، إلى النظر في كيفية تبني التربويين متعددي الثقافات للعولمة بقدر ما تتبنى المحليات.
على سبيل المثال، تصف "التفكير على الصعيد العالمي، التعليم محلياً" كيف يعلم إيك دورات الأدب العالمي التي يقرأ فيها الطلاب الروايات الثقافية ويُشكّلهم في المقال، وهي تشير إلى استخدامها للظروف العصبية لTsitsi Dangarembga في الفصل الدراسي للتكوين. وتحاول من خلال تعليمها الإجابة على السؤال المتعلق بكيفية استناد الممارسات التربوية المتعددة الثقافات إلى البحوث، ومحو الأمية الحرج، والتعليم الذي يطرح مشاكل. في نهجها ، وقالت انها تشرك الطلاب في هذا النوع من النقد الأدبي الذي هو ضروري لتحليل وتقييم الخطاب النقدي : "أعمل على جعل الهويات الهجينة ما بعد الاستعمار مألوفة ، حتى مماثلة في بعض الأحيان ، إلى ما نفهمه على أنها عملية تشكيل الهوية للطالب الجامعي ما بعد الحداثة المتوسط....أنا [أيضا] استخدام الآخرية من الثقافات المستنسخة في النصوص الأجنبية لتبعد عن المألوف الأمريكية  " (579). أنواع الطلاب التحقيق تستخدم لتحليل النص هي لاظهار كيف النص هو على حد سواء "ليس عنك  "عنك "وكيف أن هذه العمليات من تشكيل الهوية هي أنواع العمليات اللازمة لتقييم نقدي الخطاب العام.
وعلاوة على ذلك ، فإن نهج جنيفر س ويلسون في التدريس النقدي في الكتابة باللغة الثانية كما تصفها في مقالتها ، "إشراك كتاب اللغة الثانية في تكوين طالبة : نهج نقدي ، " يستخدم منظور يوفر الفرص لأنواع الكتابة اللازمة للطلاب لتحليل وتقييم نقدي الأيديولوجيات الراسخة في الخطاب المهيمن ، حتى وهم يتعلمون اللغة الإنجليزية كلغتهم الثانية. وبعبارة أخرى، فإن العناصر الرئيسية الأربعة للدورة التي تصفها ويلسون، وخاصة فيما يتعلق بالأفكار التي تقدمها لمهام الكتابة النقدية، تخلق مسارات بديلة للطلاب لإنتاج الكتابة التي لديها القدرة على تعطيل الأيديولوجيات الثقافية والسياسية الممثلة في مختلف السبل والمنافذ للخطاب العام المهيمن. على سبيل المثال، بالإضافة إلى دمج "المواضيع المحلية" يوفر ويلسون خيارات للطلاب لـ "التحقيق في استخدام اللغة في مجتمعات أو مجتمعات أو ثقافات معينة" بالإضافة إلى "التحقيق" العلاقات بين اللغة والسلطة (8-9). والأهم من ذلك، تصر على أن "التربية الريتائية تهتم بتقليل الفرق في القوة بين الطالب والمعلم؛ في تكوين الفصول الدراسية طريقة واحدة للطلاب لتعظيم أصواتهم هو نشر أعمالهم بطرق أصيلة.

## الكتابة عبر المنهج
لأن الخطاب الأكاديمي ليس متجانساً (وبعبارة أخرى، هناك مناهج تعالج أن مفهوم الخطاب الأكاديمي يمكن تطبيقه على أجزاء محددة من منهج الكتابة)، فقد خلق العديد من التركيبيين كتابة عبر حركة المنهج (WAC) التي تحدد التعليم المكثف للكتابة في مجتمعات الخطاب الأكاديمي المحددة.

## اتصالات القراءة والتلمذة الصناعية
وفقا لبعض المنظرين الكتابة ، والقراءة للمتعة يوفر وسيلة أكثر فعالية لإتقان فن الكتابة من دراسة رسمية للكتابة واللغة والنحو والمفردات.
«الدراسات التي سعت إلى تحسين الكتابة من خلال توفير تجارب القراءة بدلاً من دراسة قواعد اللغة أو ممارسة إضافية للكتابة وجدت أن هذه التجارب كانت مفيدة مثل، أو أكثر فائدة من، دراسة قواعد اللغة أو ممارسة إضافية للكتابة.»
يوفر نهج التلمذة الصناعية متغيرًا واحدًا من اتصال القراءة ، بحجة أن الفصل الدراسي التركيبي يجب أن يشبه ورش عمل الفخار أو البيانو - مما يقلل من الاعتماد على التفكير الذاتي المفرط ، والانشغال مع الجمهور ، والقواعد الصريحة. من خلال مشاهدة السيد ، وفقا لمايكل بولانيي ، «المتدرب يلتقط دون وعي قواعد الفن ، بما في ذلك تلك التي ليست معروفة صراحة للسيد نفسه». يعمل مدربو الكتابة، وفقًا لهذا النهج، كنماذج ومدربين، ويقدمون ملاحظات صريحة استجابة لتكوينات المتعلم. يركز الطلاب اهتمامهم على المهمة التي هي في متناول اليد، وليس على «لا يمكن الوصول إليها وتشويش العديد من القواعد والاستراتيجيات الصريحة.»

## الكتابة في التخصصات
تتضمن العديد من برامج الكتابة الجامعية الكتابة في دورات التخصصات (WID)، والتي تركز على الأنواع وإجراءات الكتابة التي تحدث ضمن مجالات بحثية محددة.

## مركز الكتابة
العديد من الكليات والجامعات لديها مركز للكتابة، والذي يقدم الدعم التعليمي التكميلي للكتابة على وجه التحديد في فصول اللغة الإنجليزية و / أو عبر المناهج الدراسية. تقدم العديد من الجامعات غير الموجودة في أمريكا الشمالية تعليم الكتابة فقط عبر مراكز الكتابة. على سبيل المثال، فإن الرابطة الأوروبية لتعليم الكتابة الأكاديمية (EATAW)، على وجه التحديد ، تهم نفسها بدراسة مراكز الكتابة وتقدمها في أوروبا.
منذ تعدد الوسائط قد صدى مع دراسات التكوين، وقد وضعت العديد من مراكز الكتابة المراكز المرتبطة لدعم الطلاب المتعددة الوسائط، والوسائط المتعددة تأليف. بعض نماذج لهذا العمل تشمل الاستوديو الرقمي ومركز multiliteracy.